# Шмалинка
Шмалинка — река в Смоленской области России. Левый приток нижнего течения Острика в бассейне Днепра. Течёт по территории Рославльского района.
Длина реки составляет 9,4 км.
Шмалинка начинается около урочища Будки северо-восточнее Малаховки. От истока до Новой Даниловки течёт в основном на юго-восток, в среднем и нижнем течении — на юг. Около Приселья на Шмалинке устроен пруд. Устье Шмалинки находится в 9 км по левому левому берегу Острика на высоте 181 м над уровнем моря, западнее Любовских Дворцов.